# フーゴ・フォン・ゼーリガー
フーゴ・フォン・ゼーリガー（Hugo von Seeliger, 1849年9月23日 - 1924年12月2日）は、ドイツの天文学者である。宇宙の無限の大きさと重力に関する「ゼーリガーのパラドックス」で知られる。

## 生涯
フーゴ・フォン・ゼーリガーは、1849年にオーストリア領シュレージエンのビャワで裕福な家庭に生まれた。ゼーリガーは、チェシンの高校を卒業後にハイデルベルク大学で学び、ついでライプチヒ大学でカール・ブルーンスの下で天文学の博士号を取得した。その後、フリードリヒ・ヴィルヘルム・アルゲランダーの助手として1877年までボン大学天文台に勤務した。その間の1874年には金星の太陽面通過観測のためオークランド諸島に赴き、ドイツの観測隊を指揮した。1881年にはゴータ天文台の所長に就任。1882年にはミュンヘン大学の教授に就任するとともに、同大学の天文台所長に就任し、75歳で他界するまでその任にあった。
1882年にドイツ自然科学アカデミー・レオポルディーナの会員に選出、1892年には王立天文学会の準会員に選出された。また1897年から1921年にかけてはドイツ天文学会の会長を務めた。また、彼は生涯に数々の栄誉や賞を授与された。彼の墓はボーゲンハウゼン墓地にある。

## 業績
1887年に、土星の環の明るさの変化を報告し、これは衝効果の先駆的研究とされている。またボン掃天星表 (Bonner Durchmusterung) の製作に貢献した。
「宇宙が一様かつ無限であれば、宇宙の無限の数の星からの重力の総和も無限にならなければならないが、現実はそうなっていない」として、アイザック・ニュートンの万有引力の法則を修正することを提案した。このパラドックスは彼の名を取って、ゼーリガーのパラドックスと呼ばれる。 